# Kállósemjén
Kállósemjén là một làng thuộc hạt Szabolcs-Szatmár-Bereg, Hungary. Làng này có diện tích 54,52 km², dân số năm 2010 là 3736 người, mật độ 69 người/km².